# Varga Arnold
Varga Arnold (Dunaújváros, 1992. június 19. –) magyar válogatott jégkorongozó, jelenleg az Újpesti TE játékosa.

## Pályafutása
Varga Arnold a Dunaújvárosi Acélbikák akadémiáján nevelkedett. 2010 és 2016 között a Fehérvár AV19, majd a Debreceni HK játékosa volt, előbbivel kétszeres magyar bajnok (2011, 2012). 2017 óta a Újpesti TE játékosa.